# Rekviem (Dvořák)
Rekviem, smuteční mše pro sóla, sbor a orchestr b-moll, Op. 89 Antonína Dvořáka, je velká vokálně-instrumentální skladba, patřící (společně např. s Berliozovým či Verdiho Rekviem) k umělecky nejpřesvědčivějším a nejvýznamnějším skladbám tohoto typu celé hudební historie.

## Historie a charakteristika díla
Antonín Dvořák zkomponoval Rekviem na začátku vrcholného období své tvorby, v roce 1890. Skladba se neváže ke konkrétní osobě či události, ale je jedinou velkou reflexí obecně znepokojivých otázek lidského bytí, žalu a útěchy ve smrti, smyslu žití a umírání, stejně jako naděje. Dvořák byl hluboce věřícím člověkem, proto i toto geniální dílo je prodchnuto obdivuhodnou čistotou víry, duchovností, pokorou a nevšední autenticitou myšlenek. Všechny pocity, které v nás vyvolává vyvěrají z osobní Dvořákovy filozofie a jejich umělecká realizace je formálně i obsahově dokonalá.
Stavba skladby není zcela typická, dělí se na dva hlavní oddíly, z nichž každý je v rámci základních liturgických úseků mše dále dělen, první na osm, druhý pak na 5 jednotlivých částí, do kterých skladatel umísťuje prostřednictvím spojování či rozdělování celý zpívaný text mše. Navíc ještě vkládá mezi části „Sanctus“ a „Agnus Dei“ lyrickou větu „Pie Jesu“, vytvořenou na základě závěrečného textu sekvence „Dies irae“. Základní melodický motiv skladby, tvořený dvěma vzestupnými půltóny, mezi něž je vložena velmi teskně působící sestupná zmenšená tercie, celé dílo uvozuje a postupuje v mnoha variacích dál jako tzv. příznačný, čímž je prostupuje jako neodbytná a trvalá tísnivá eschatologická otázka. Není bez zajímavosti, že tento motiv inspiroval i další významné české skladatele natolik, že jej použili ve svých pracích. Jedná se o Josefa Suka, u nějž se objevuje ve smuteční symfonii Asrael a modernistu Bohuslava Martinů, u nějž ho nalezneme jako téma v autorově 3. a 6. symfonii.
Celé dílo vyniká jak stavebně, tak dynamickou členitostí, kdy lyrické, bolestné a hluboce vnořené pasáže (např. „Lacrimosa“) se prolínají v naprosté symbióze s dramatickými částmi (např. „Dies irae“), plnými energie i osudovosti. Instrumentace a orchestrace díla jak v ose horizontální, tak vertikální je tradičně nejsilnější skladatelovou zbraní, její dokonalá propracovanost a invence je v celosvětovém kontextu zcela jedinečná. Dvořákovo Rekviem je vrcholným dílem klasicko-romantické syntézy.
Premiéra díla se uskutečnila 9. října 1891 v britském Birminghamu, kde je autor sám dirigoval, u nás pak 25. dubna následujícího roku v Národním divadle v Praze. Největším úspěchem bylo pravděpodobně jeho vídeňské provedení v roce 1900, které se po předcházejících nepřátelských postojích rakouského posluchačstva stalo naprostým Dvořákovým triumfem.
Část díla v provedení České filharmonie a Pražského filharmonického sboru provázela státní pohřeb Václava Havla v prosinci 2011.

## Části
- I. oddíl :
  - 1. Introitus: Requiem aeternam
  - 2. Graduale: Requiem aeternam
  - 3. Sequentia: Dies irae - Tuba mirum - Quid sum miser - Recordare, Jesu pie - Confutatis maledictis – Lacrimosa
- II. oddíl :
  - 4. Offertorium: Domine Jesu Christe – Hostias
  - 5. Sanctus - Pie Jesu
  - 6. Agnus Dei

### Tóniny jednotlivých částí
- Requiem aeternam, b moll
- Graduale
- Dies irae, b moll
- Tuba mirum, e moll
- Quid sum miser
- Recordare, Jesu pie, D dur
- Confutatis maledictis, g moll
- Lacrimosa
- Offertorium, F dur
- Hostias, f moll
- Sanctus, B dur
- Pie Jesu, g moll
- Agnus Dei, b moll

## Nejvýznamnější nahrávky
- Antonín Dvořák: Rekviem - Česká filharmonie, Český pěvecký sbor, dirigent Karel Ančerl, sbormistr Markéta Kühnová; sólisté: Maria Stader – soprán, Siegelinde Wagner – alt, Ernst Hoefliger – tenor, Kim Borg – bas. Supraphon, 1959, reedice na 2 CD 1991 (Ančerl Gold Edition no.13). Tato nahrávka obdržela nejprestižnější ocenění v rámci klasické hudby „Grand Prix du disque“ akademie Charles Cros.
- Dvořák: Requiem for Soloists, Chorus and Orchestra, Op. 89 - Česká filharmonie, Pražský filharmonický sbor, dirigent Wolfgang Sawallisch; sólisté: Gabriela Beňačková, Brigitte Fassbaender, Thomas Moser, Jan Hendrik Rootering. Supraphon, 2 CD.
- Dvořák: Requiem b-moll, op. 89 - London Symphony Orchestra, dirigent István Kertesz, Ambrosian Singers choir, soloists: Pilar Lorengar , Erzsebet Komlossy, Robert Ilosfalvy , Tom Krause; Deutsche Grammophon, Decca & Philips CD
- Dvořák: Requiem, op. 89, New Jersey Symphony Orchestra, dirigent Zdeněk Mácal, Westminster Symphonic Choir, soloists: Oksana Krovytska (soprano), Wendy Hoffman (mezzo-soprano), John Aler (tenor), Gustav Beláček (bass), 1999, Dellos CD
- Antonín Dvořák: Rekviem - Česká filharmonie, Pražský filharmonický sbor, dirigent Václav Neumann; sólisté: Gabriela Beňačková – soprán, Ida Kirilová – alt, Josef Protschka – tenor, Luděk Vele – bas. Nahrávka byla pořízena roku 1988, katedrála svatého Víta, Václava a Vojtěcha v Praze pro Bavorský rozhlas Bayerischer Rundfunk